# 바츨라프 2세

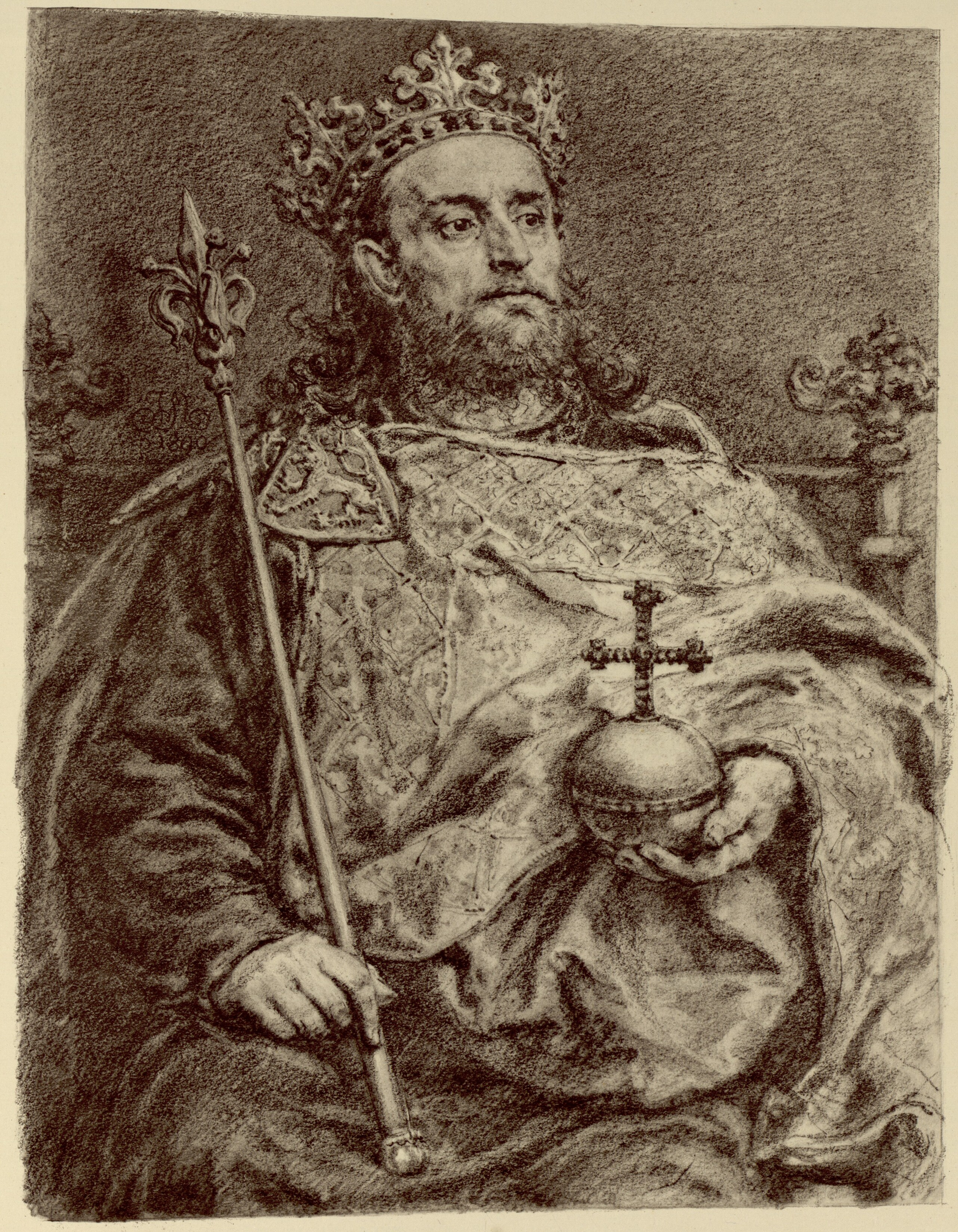
바츨라프 2세

바츨라프 2세(체코어: Václav II., 1271년 9월 27일 프라하 ~ 1305년 6월 21일 프라하) 또는 바츠와프 2세(폴란드어: Wacław II)는 보헤미아의 국왕(재위: 1278년 ~ 1305년)이자 폴란드의 국왕(재위: 1300년 ~ 1305년)이다.

## 생애
보헤미아의 국왕인 오타카르 2세와 그의 두 번째 아내인 쿤후타(Kunhuta) 사이에서 태어났다. 그의 어머니인 쿤후타는 키예프 대공국 출신의 슬라보니아의 영주였던 로티슬라프 미하일로비치(Rostislav Mikhailovich)의 딸이며 헝가리의 국왕인 벨러 4세의 손녀이기도 하다.
1278년 8월 26일 오타카르 2세가 신성 로마 제국의 루돌프 1세와의 마르히펠트 전투(Marchfeld)에서 전사하면서 보헤미아의 왕위를 계승했다. 그렇지만 대부분의 영지가 루돌프 1세에게 양도되었기 때문에 바츨라프 2세는 보헤미아와 모라바만 소유할 수 있었다. 또한 즉위 당시에는 나이가 어렸기 때문에 정치는 왕실의 신하들에게 잠시 의존했다.
1285년 1월 24일에는 루돌프 1세의 딸이었던 합스부르크 가의 유디트(Judith)와 결혼했으며 1290년에는 독립적인 정치 활동을 시작했다. 1298년에는 쿠트나호라에서 은광을 발견했고 1300년에는 은화 제조를 시작했다. 이때 제조된 보헤미아 그로시 혹은 프라하 그로시라는 은화는 당시 유럽에서 가장 선호되는 화폐 가운데 하나로 여겨졌다.
1291년 폴란드의 대공이었던 프셰미수 2세가 크라쿠프 공국의 지배권을 바츨라프 2세에게 양도했다. 1295년 폴란드의 국왕으로 즉위한 프셰미수 2세는 폴란드의 다른 지역의 지배권 획득에 전념했지만 1296년에 암살당하고 만다. 1300년 폴란드의 국왕으로 즉위했으며 1303년에는 폴란드의 공주였던 릭사 엘주비에타(Ryksa-Elżbieta)와 재혼했다. 1305년 6월 21일에 사망했으며 그의 왕위는 아들인 바츨라프 3세가 승계받았다.